# Буињски Ријечани
Буињски Ријечани (до пописа 2001. Ријечани Буињски) су насељено мјесто у општини Двор, у Банији, Сисачко-мославачка жупанија, Република Хрватска.

## Историја
Буињски Ријечани су се од распада Југославије до августа 1995. године налазили у Републици Српској Крајини.

## Становништво
Насеље је према попису становништва из 2011. године имало 12 становника.
| Националност       | 1991. | 1981. | 1971. | 1961. |
| Срби               | 59    | 102   | 131   | 138   |
| Југословени        |       | 1     |       |       |
| Хрвати             |       | 1     |       |       |
| остали и непознато | 2     | 1     | 2     |       |
| Укупно             | 61    | 105   | 133   | 138   |

| Демографија | Демографија | Демографија |
| Година      | Становника  | Становника  |
| ----------- | ----------- | ----------- |
| 1961.       | 138         |             |
| 1971.       | 133         |             |
| 1981.       | 105         |             |
| 1991.       | 61          |             |
| 2001.       | 17          |             |
| 2011.       |             | 12          |